# Liste der Baudenkmale in Lauenhagen
In der Liste der Baudenkmale in Lauenhagen sind die Baudenkmale der niedersächsischen Gemeinde Lauenhagen und ihrer Ortsteile aufgelistet. Die Quelle der Baudenkmale ist der Denkmalatlas Niedersachsen. Der Stand der Liste ist der 30. Mai 2020.

## Allgemein
In den Spalten befinden sich folgende Informationen:
- Lage: die Adresse des Baudenkmales und die geographischen Koordinaten. Kartenansicht, um Koordinaten zu setzen. In der Kartenansicht sind Baudenkmale ohne Koordinaten mit einem roten Marker dargestellt und können in der Karte gesetzt werden. Baudenkmale ohne Bild sind mit einem blauen Marker gekennzeichnet, Baudenkmale mit Bild mit einem grünen Marker.
- Bezeichnung: Bezeichnung des Baudenkmales
- Beschreibung: die Beschreibung des Baudenkmales. Unter § 3 Abs. 2 NDSchG werden Einzeldenkmale und unter § 3 Abs. 3 NDSchG Gruppen baulicher Anlagen und deren Bestandteile ausgewiesen.
- ID: die Objekt-ID des Baudenkmales
- Bild: ein Bild des Baudenkmales, ggf. zusätzlich mit einem Link zu weiteren Fotos des Baudenkmals im Medienarchiv Wikimedia Commons. Wenn man auf das Kamerasymbol klickt, können Fotos zu Baudenkmalen aus dieser Liste hochgeladen werden:

## Hülshagen
| Lage                                                         | Bezeichnung                                                          | Beschreibung                              | ID       | Bild |
| ------------------------------------------------------------ | -------------------------------------------------------------------- | ----------------------------------------- | -------- | ---- |
| Hülshagen 10, Lauenhagen 52° 21′ 43″ N, 9° 12′ 42″ O         | Wohn-/Wirtschaftsgebäude                                             | genutzt durch Lauenhäger Bauernhaus e. V. | 36242784 | BW   |
| Hülshagen 10 a, Lauenhagen 52° 21′ 42″ N, 9° 12′ 40″ O       | Wohn-/Wirtschaftsgebäude                                             |                                           | 36242558 | BW   |
| In Höhe Hülshagen 64, Lauenhagen 52° 22′ 11″ N, 9° 13′ 34″ O | Kriegerdenkmal                                                       |                                           | 36242672 | BW   |
| Hülshagen 76, Lauenhagen 52° 22′ 16″ N, 9° 13′ 45″ O         | Wohn-/Wirtschaftsgebäude                                             |                                           | 36242608 | BW   |
| Hülshagen 78, Lauenhagen 52° 22′ 17″ N, 9° 13′ 50″ O         | Wohn-/Wirtschaftsgebäude                                             |                                           | 36242629 | BW   |
| Hülshagen 80, Lauenhagen 52° 22′ 16″ N, 9° 13′ 49″ O         | Brunnen                                                              |                                           | 36242866 | BW   |
| Hülshagen 80, Lauenhagen 52° 22′ 18″ N, 9° 13′ 50″ O         | Bäume                                                                |                                           | 36242928 | BW   |
| Hülshagen 90, Lauenhagen 52° 22′ 21″ N, 9° 14′ 1″ O          | Hofanlage Hülshagen 90                                               | Baudenkmalgruppe                          | 36216475 | BW   |
| Hülshagen 90, Lauenhagen 52° 22′ 22″ N, 9° 14′ 2″ O          | Scheune. (Baudenkmalgruppe: Hofanlage Hülshagen 90)                  |                                           | 36242993 | BW   |
| Hülshagen 90, Lauenhagen 52° 22′ 22″ N, 9° 14′ 1″ O          | Stall. (Baudenkmalgruppe: Hofanlage Hülshagen 90)                    |                                           | 36242971 | BW   |
| Hülshagen 90, Lauenhagen 52° 22′ 22″ N, 9° 14′ 0″ O          | Wohn-/Wirtschaftsgebäude. (Baudenkmalgruppe: Hofanlage Hülshagen 90) |                                           | 36242949 | BW   |
| Hülshagen 98, Lauenhagen 52° 22′ 24″ N, 9° 14′ 10″ O         | Wohn-/Wirtschaftsgebäude                                             |                                           | 36242537 | BW   |
| Hülshagen 98, Lauenhagen 52° 22′ 23″ N, 9° 14′ 10″ O         | Stall                                                                |                                           | 36242826 | BW   |
| Hülshagen 98, Lauenhagen 52° 22′ 24″ N, 9° 14′ 9″ O          | Brunnen                                                              |                                           | 36242908 | BW   |

## Lauenhagen
| Lage                                                        | Bezeichnung                                              | Beschreibung             | ID       | Bild |
| ----------------------------------------------------------- | -------------------------------------------------------- | ------------------------ | -------- | ---- |
| An der Heidmühle 1, Lauenhagen 52° 20′ 55″ N, 9° 12′ 14″ O  | Mühle (Baukomplex)                                       | Heidmühle                | 36242693 | BW   |
| Hauptstraße, Lauenhagen 52° 21′ 23″ N, 9° 12′ 27″ O         | Kirche Hauptstraße                                       | Baudenkmalgruppe         | 36216460 |      |
| Hauptstraße, Lauenhagen 52° 21′ 24″ N, 9° 12′ 27″ O         | Gedenkstätte. (Baudenkmalgruppe: Kirche Hauptstraße)     | Kriegerdenkmal 1939/45   | 36242736 |      |
| Lüdersfelder Straße, Lauenhagen 52° 21′ 24″ N, 9° 12′ 26″ O | Kirche (Bauwerk). (Baudenkmalgruppe: Kirche Hauptstraße) | Evangelische Pfarrkirche | 36242736 |      |